# Полк (Небраска)
Полк (англ. Polk) — селище (англ. village) в США, в окрузі Полк штату Небраска. Населення — 346 осіб (2020).

## Географія
Полк розташований за координатами 41°4′31″ пн. ш. 97°47′2″ зх. д. / 41.07528° пн. ш. 97.78389° зх. д. (41.075208, -97.783774).  За даними Бюро перепису населення США в 2010 році селище мало площу 1,27 км², з яких 1,27 км² — суходіл та 0,00 км² — водойми.

## Демографія
Згідно з переписом 2010 року, у селищі мешкали 322 особи в 152 домогосподарствах у складі 91 родини. Густота населення становила 254 особи/км².  Було 180 помешкань (142/км²).
Расовий склад населення:
| - 98,4 % — білих - 0,3 % — корінних американців - 0,3 % — азіатів |

До двох чи більше рас належало 0,3 %. Частка іспаномовних становила 2,2 % від усіх жителів.
За віковим діапазоном населення розподілялося таким чином: 19,9 % — особи молодші 18 років, 57,7 % — особи у віці 18—64 років, 22,4 % — особи у віці 65 років та старші. Медіана віку мешканця становила 49,0 року. На 100 осіб жіночої статі у селищі припадало 92,8 чоловіків;  на 100 жінок у віці від 18 років та старших — 94,0 чоловіків також старших 18 років.
Середній дохід на одне домашнє господарство  становив 45 872 долари США (медіана — 42 083), а середній дохід на одну сім'ю — 56 483 долари (медіана — 56 667). Медіана доходів становила 43 333 долари для чоловіків та 31 406 доларів для жінок. За межею бідності перебувало 12,7 % осіб, у тому числі 16,1 % дітей у віці до 18 років та 1,5 % осіб у віці 65 років та старших.
Цивільне працевлаштоване населення становило 153 особи. Основні галузі зайнятості: освіта, охорона здоров'я та соціальна допомога — 21,6 %, виробництво — 18,3 %, роздрібна торгівля — 13,1 %, будівництво — 10,5 %.